# Astragalus kifonsanicus
Astragalus kifonsanicus är en ärtväxtart som beskrevs av Oskar Eberhard Ulbrich. Astragalus kifonsanicus ingår i släktet vedlar, och familjen ärtväxter. Inga underarter finns listade i Catalogue of Life.